# Évenkie
L'Évenkie, ou district autonome des Evenks (en russe : Эвенки́йский автоно́мный о́круг, Evienkiïski avtonomny okroug), était un sujet fédéral de Russie (okroug au sein du kraï de Krasnoïarsk) dont le centre administratif est Toura. Avec ses 767 600 km2, c'était la septième plus grande subdivision de la Russie en termes de dimension ; c'est cependant la moins peuplée, avec seulement 17 697 habitants (2002). 
C'est dans ce district qu'en 1908 se produisit l'événement de la Toungouska.
Suivant le référendum tenu le 17 avril 2005, les districts autonomes de Taïmyrie et d'Évenkie ont été réunis au kraï de Krasnoïarsk le 1er janvier 2007.